# Sam Williams (baloncestista de 1959)
Samuel Keith "Sam" Williams (Los Ángeles, California, 7 de marzo de 1959) es un exjugador de baloncesto estadounidense que jugó cuatro temporadas en la NBA, además de hacerlo en la liga italiana y la liga francesa. Con 2,03 metros de estatura, lo hacía en la posición de ala-pívot. En la actualidad desempeña las funciones de Director de Operaciones de Baloncesto en la Universidad del Sur de California.

## Trayectoria deportiva

### Universidad
Jugó durante cuatro temporadas con los Sun Devils de la Universidad Estatal de Arizona, en las que promedió 10,3 puntos y 6,1 rebotes por partido. En su última temporada como universitario fue incluido en el mejor quinteto de la Pacific-10 Conference tras promediar 13,2 puntos y 6,9 rebotes.

### Profesional
Fue elegido en la trigésimo tercera posición del Draft de la NBA de 1981 por Golden State Warriors, donde compartió con Larry Smith el puesto de ala-pívot durante dos temporadas. La mejor fue la segunda, la 1982-83, en la que promedió 8,4 puntos y 5,2 rebotes por partido.
Nada más comenzada la temporada 1983-84 fue traspasado a Philadelphia 76ers a cambio de una futura segunda ronda del draft. En los sixers, a las órdenes de Billy Cunningham, ejerció como suplente de Moses Malone, promediando en su primera temporada 6,7 puntos y 4,7 rebotes por partido. en su segunda temporada su rendimiento bajó considerablemente, no siéndole renovado el contrato.
En 1986 se marcha a jugar a la liga italiana fichando por el Granarolo Bologna, donde juega una temporada en la que promedia 12,7 puntos y 6,6 rebotes por partido. En 1988 cambia de club, fichando por el Wuber Napoli, donde en su única temporada promedia 19,0 puntos y 8,4 rebotes.
En 1988 se marcha a la liga francesa fochando por el BCM Gravelines, donde permanece 3 temporadas, para regresar en 1991 a su país para jugar en los Bakersfield Jammers de la CBA. antes de retirarse jugó también en el Magic Johnson All-Stars, un equipo que montó Magic Johnson y que recorre el mundo dando exhibiciones.

## Estadísticas de su carrera en la NBA

### Temporada regular
| Temporada | Edad | Equipo                | Liga | P   | TIT | MIN  | TC  | TCA | %TC  | 3P  | 3PA | %3P  | TL  | TLA | %TL  | R.OF. | R.DEF. | REB | ASIS | ROB | TAP | PER | FP  | PTS |
| 1981-82   | 22   | Golden State Warriors | NBA  | 59  | 22  | 18.2 | 2.6 | 4.7 | .556 | 0.0 | 0.0 |      | 0.8 | 1.5 | .551 | 1.5   | 3.7    | 5.2 | 0.6  | 0.8 | 1.3 | 1.1 | 2.6 | 6.1 |
| 1982-83   | 23   | Golden State Warriors | NBA  | 75  | 28  | 20.4 | 3.4 | 6.4 | .526 | 0.0 | 0.0 | .000 | 1.6 | 2.3 | .719 | 2.0   | 3.2    | 5.2 | 0.6  | 0.9 | 1.2 | 1.3 | 3.3 | 8.4 |
| 1983-84   | 24   | TOTAL                 | NBA  | 77  | 12  | 18.6 | 2.6 | 5.6 | .473 | 0.0 | 0.0 | .000 | 1.2 | 1.8 | .657 | 1.6   | 2.8    | 4.4 | 0.8  | 0.9 | 1.4 | 1.3 | 2.7 | 6.5 |
| 1983-84   | 24   | Golden State Warriors | NBA  | 7   | 0   | 8.4  | 1.6 | 3.7 | .423 | 0.0 | 0.0 |      | 0.9 | 1.0 | .857 | 0.6   | 1.3    | 1.9 | 0.3  | 0.9 | 0.4 | 0.4 | 0.9 | 4.0 |
| 1983-84   | 24   | Philadelphia 76ers    | NBA  | 70  | 12  | 19.6 | 2.8 | 5.8 | .477 | 0.0 | 0.0 | .000 | 1.2 | 1.9 | .647 | 1.7   | 3.0    | 4.7 | 0.9  | 0.9 | 1.5 | 1.4 | 2.9 | 6.7 |
| 1984-85   | 25   | Philadelphia 76ers    | NBA  | 46  | 8   | 10.6 | 1.3 | 3.2 | .392 | 0.0 | 0.0 | .000 | 0.6 | 1.0 | .596 | 0.8   | 1.5    | 2.3 | 0.2  | 0.6 | 0.6 | 1.0 | 2.0 | 3.1 |
| Total     |      |                       | NBA  | 257 | 70  | 17.6 | 2.6 | 5.2 | .500 | 0.0 | 0.0 | .000 | 1.1 | 1.7 | .653 | 1.6   | 2.9    | 4.5 | 0.6  | 0.8 | 1.2 | 1.2 | 2.7 | 6.3 |

### Playoffs
| Temporada | Edad | Equipo             | Liga | P | MIN | TCA | TC | 3PA | 3P | TLA | TL | R.OF. | REB | ASIS | ROB | TAP | PER | FP | PTS | %TC  | %3P | %FT  | MIN  | PTS | REB | AST |
| 1983-84   | 24   | Philadelphia 76ers | NBA  | 4 | 55  | 2   | 8  | 0   | 0  | 1   | 2  | 1     | 6   | 3    | 2   | 6   | 5   | 7  | 5   | .250 |     | .500 | 13.8 | 1.3 | 1.5 | 0.8 |
| 1984-85   | 25   | Philadelphia 76ers | NBA  | 5 | 26  | 1   | 6  | 0   | 0  | 3   | 10 | 4     | 12  | 0    | 0   | 0   | 4   | 2  | 5   | .167 |     | .300 | 5.2  | 1.0 | 2.4 | 0.0 |
| Total     |      |                    | NBA  | 9 | 81  | 3   | 14 | 0   | 0  | 4   | 12 | 5     | 18  | 3    | 2   | 6   | 9   | 9  | 10  | .214 |     | .333 | 9.0  | 1.1 | 2.0 | 0.3 |